# مینارت ۱۶۷۰
سیارک ۱۶۷۰ (به انگلیسی: 1670 Minnaert، نامگذاری:1934RZ) هزار و ششصد و هفتادمین سیارک کشف شده‌است که در ۹ سپتامبر ۱۹۳۴ کشف شد.
قدر مطلق سیارک برابر ۱۱٫۳۸ است.